# کیم یون-هو
کیم یون-هو (انگلیسی: Kim Yoon-ho؛ زادهٔ ۲۱ مارس ۱۹۶۳) بازیکن بسکتبال اهل کره جنوبی بود. وی در بازی‌های المپیک تابستانی ۱۹۸۸ شرکت کرده‌است.